# Shirley Henderson

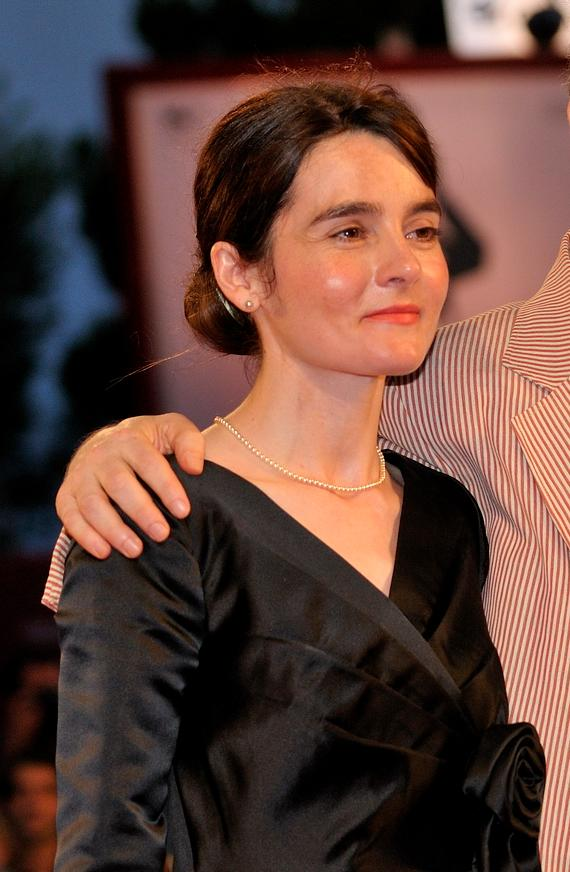
Shirley Henderson (2009)

Shirley Henderson (* 24. November 1965 in Kincardine, Schottland) ist eine britische Schauspielerin. Sie ist die älteste von drei Töchtern einer Arbeiterfamilie. International wird sie oft mit der Rolle der Maulenden Myrte aus den Harry-Potter-Filmen assoziiert.

## Karriere
Ihre Karriere begann Henderson singend in einigen lokalen Clubs und wurde dann später an der Londoner Guildhall School of Music and Drama ausgebildet, an der sie sich für eine Rolle in der populären BBC-Serie Hamish Macbeth empfahl. Des Weiteren hatte sie Auftritte in vielen Produktionen des Royal National Theatre in London.
Sie spielte im irischen Film Intermission (2003), in dem irische Größen wie Colin Farrell, Colm Meaney und Cillian Murphy auftraten, in vielen britischen TV-Programmen und -Miniserien und verkörperte in der erfolgreichen BBC-Science-Fiction-Serie Doctor Who die Rolle der Ursula Blake in der Episode Love & Monsters.
Ihre bis jetzt beachtlichsten Darstellungen hatte Henderson in den Miniserien The Way We Live Now (2001) als Marie Melmotte, als Catherine of Braganza in Charles II: The Power and the Passion (2003) und als Charlotte in Dirty Filthy Love (2004).
2018 wurde sie in die Academy of Motion Picture Arts and Sciences berufen, die jährlich die Oscars vergibt.

## Filmografie (Auswahl)
- 1992: Salz auf unserer Haut (Salt on Our Skin)
- 1995: Rob Roy
- 1996: Trainspotting – Neue Helden (Trainspotting)
- 1997: Sackgasse Leben
- 1999: Wonderland
- 2000: Das Reich und die Herrlichkeit (The Claim)
- 2001: Bridget Jones – Schokolade zum Frühstück (Bridget Jones’s Diary)
- 2002: Wilbur Wants to Kill Himself (Wilbur begår selvmord)
- 2002: Doctor Sleep
- 2002: Once Upon a Time in the Midlands
- 2002: Harry Potter und die Kammer des Schreckens (Harry Potter and the Chamber of Secrets)
- 2002: 24 Hour Party People
- 2003: Fishy (Kurzfilm)
- 2003: American Cousins
- 2003: Intermission
- 2003: Charles II: The Power & the Passion (Miniserie)
- 2004: Frozen
- 2004: Bridget Jones – Am Rande des Wahnsinns (Bridget Jones: The Edge of Reason)
- 2004: Yes
- 2005: E=mc²: Einsteins große Idee ( E=mc²)
- 2005: Harry Potter und der Feuerkelch (Harry Potter and the Goblet of Fire)
- 2005: A Cock and Bull Story
- 2005: Der Widerspenstigen Zähmung (The Taming of the Shrew)
- 2006: Marie Antoinette
- 2006: Doctor Who (Fernsehserie, Episode 2x10)
- 2007: Wedding Bells
- 2008: Agatha Christie’s Marple (Fernsehserie, Episode 4x2: Das Sterben in Wychwood)
- 2008: Miss Pettigrews großer Tag (Miss Pettigrew Lives for a Day)
- 2008: Wild Child
- 2009: Life During Wartime
- 2010: Auf dem Weg nach Oregon (Meek’s Cutoff)
- 2011: Das Grüffelokind (The Gruffalo’s Child)
- 2011: Das karmesinrote Blütenblatt (The Crimson Petal and the White)
- 2011: Death in Paradise (Fernsehserie, Episode 1x6)
- 2012: Everyday
- 2012: Anna Karenina
- 2013: Drecksau (Filth)
- 2013: In Secret – Geheime Leidenschaft (In Secret)
- 2015: Das Märchen der Märchen (Il racconto dei racconti)
- 2016: Happy Valley – In einer kleinen Stadt (Happy Valley, Fernsehserie, Episoden 2x01–2x06)
- 2016: Bridget Jones’ Baby (Bridget Jones’s Baby)
- 2016: Never Steady, Never Still
- 2017: T2 Trainspotting
- 2017: Okja
- 2018: Stan & Ollie
- 2018: Die Morde des Herrn ABC (The ABC Murders, Miniserie, 3 Episoden)
- 2019: Greed
- 2019: Star Wars: Der Aufstieg Skywalkers (Star Wars: The Rise of Skywalker)
- 2022: See How They Run
- 2023: The Mandalorian (Fernsehserie, 3 Episoden)
- 2023: Drei Gänge und ein Todesfall (The Trouble with Jessica)
- 2025: Bridget Jones – Verrückt nach ihm (Bridget Jones: Mad About the Boy)
- 2025: Dept. Q (Fernsehserie)